# George Berlow
George Berlow (ur. 19 września 1885, zm. 3 marca 1921) – brytyjski piłkarz występujący na pozycji napastnika.

## Kariera
W latach 1906–1908 był zawodnikiem klubu Preston N.E W barwach zespołu rozegrał 10 spotkań, w których strzelił 10 bramek. Następnie jako zawodnik tej drużyny był członkiem kadry na igrzyskach olimpijskich 1908 w Londynie, gdzie zdobył złoty medal. Nie wystąpił w żadnym spotkaniu. W tym samym roku został zawodnikiem Evertonu. W latach 1908–1911 wystąpił w 34 spotkaniach, strzelając 5 bramek. W latach 1912–1915 ponownie został zawodnikiem klubu Preston N.E. W barwach zespołu rozegrał kolejne 79 spotkań, w których strzelił 5 bramek.